# Здравствена психологија
Здравствена психологија је област психологије која се бави проучавањем утицаја психичких стања и психичких процеса, на настанак и ток органских болести, као и утицајем телесних стања и органских болести на психички живот и психичко стање појединца. У ствари бави се проучавањем међусобних односа психичко-телесно и телесно-психичко и деловањем ових односа на здравље појединца.

## Историјат
Историјски гледано, медицина и психологија као области сазнања нису се много сусретале и имале превише заједничког. Здравље је за медицину дуго било само телесно а за психологију само ментално. Сазнања да у здрављу и болести учествују обе компоненте приближиће ове две области и тако се стварају услови за развој здравствене психологије као нове психолошке дисциплине. Основни циљ је да се разјасни удео психолошких фактора у одржавању здравља, настанку болести и реакцијама на болест.
Здравствена психологија као засебна грана психологије почиње да се развија 80 их година 20. века. Први пут је у Америци 1978. године одлуком Америчког психолошког удружења основан Одсек за здравствену психологију. У Београду је у оквиру Друштва психолога Србије, секција за здравствену психологију основана 1993. године. На настанак здравствене психологије утицало је више фактора пре свега поновна спознаја важности међусобног деловања биолошких, психолошких и социјалних чиниоца и њиховог заједничког утицаја на здравље човека.
Крајем 70 их година 20. века, долази до експанзије незаразних болести као што су болести срца, канцер, дијабетес, па је интересовање за улогу психолошких фактора, пре свега психичког стреса, на настанак ових болести, било све веће.
Најчешће цитирана дефиниција здравствене психологије је дефиниција Д. Матараза, оснивача Секције за здравствену психологију Америчког психолошког друштва, према којој је здравствена психологија: „скуп специфичних, образовних, научних и стручних доприноса психологије као засебне дисциплине, унапређењу и одржавању здравља, спречавању и лечењу болести, те уочавању етиолошких и дијагностичких односа здравља, болести и пратећих сметњи“

## Одређење појма здравствене психологије
Појам здравствене психологије се заснива на биопсихосоцијалном моделу или приступу здрављу, који се заснива на мишљењу да су за превенцију, лечење и проучавање болести и здравља подједнако важни биолошки, психолошки и социјални чиниоци. Овај приступ здрављу у центар интереса ставља болесног човека, пре свега телесно оболелог а не психички оболелог појединца. Он подразумева укљученост великог броја различитих стручњака (из других психолошких, социјалних, антрополошких и других наука) који могу допринети квалитетнијем здравственом третману. По њему су људска бића сложени систем па самим тим и болести су изазване међудејством великог броја чиниоца (вируса, бактерија, веровања, емоција, понашања, ставова, стреса..). Такође се сматра да је човек сам одговоран за своје здравље и понашање у болести и здрављу. Нагласак је на активној улози појединца у очувању здравља и лечењу саме болести. Психолошка стања нису само последица болести већ и доприносе њеном настајању, нагласак је и на стилу живота који појединац води а у великој мери одређује његово здравствено стање (пушење, прекомерно конзумирање хране, недостатак физичких активности, конзумирање психоактивних супстанци и слично).
У основи здравствене психологије је тзв холистички приступ човеку који подразумева да су не само психичко већ и телесно здравље и болест под утицајем и психолошких и социјалних фактора. Данас се зна да је за настанак болести потребна интеракција различитих фактора: могућа генетска слабост организма или предиспозиција, присуство стреса, раног учења и развојних конфликата у садашњости као и лични капацитети за превладавање стреса.

## Проблеми којима се бави здравствена психологија
- психолошки чиниоци здравствених ризика
- превенција фактора ризика
- начини формирања позитивних облика здравственог понашања
- утицај психолошког стреса на настанак и ток болести
- важност и проблеми у комуникацији на релацији здравствени радник – пацијент
- проблеми везани за хоспитализацију деце и одраслих пацијената (реаговање пацијента на болничко лечење, превладавање стреса у току хоспитализације, лечења, живљења уз нову болест)
- психолошке интервенције у кризи
- психолошка припрема болесника за дијагнозу и терапију (у случају сазнања да болују од неке тешке соматске болести)
- проблеми придржавања пацијената здравственим саветима
- стратегије суочавања са чињеницом да пацијент болује од неизлечиве болести
- стратегије суочавања са смрћу
- проблем еутаназије
- психолошке интервенције код критичних здравствених стања
- психолошки начини савладавања бола, као и психолошки механизми у настанку боли и тако даље[1]

## Сродне психолошке дисциплине
У циљу лакшег решавања горенаведених проблема, здравствена психологија користи сазнања из области клиничке психологије , психопатологије, психотерапије. Од наведених дисциплина се разликује по томе што је здравствена психологија концептуално шира и усмерена је на психички здраву, тзв нормалну популацију а не примарно на психички оболеле особе.